# Helicodonta angigyra
Helicodonta angigyra is een slakkensoort uit de familie van de Helicodontidae. De wetenschappelijke naam van de soort is voor het eerst geldig gepubliceerd in 1834 door Rossmaessler.